# Терпсихоров, Пётр Николаевич
Пётр Никола́евич Терпсихо́ров (28 марта 1923 — 1991, Москва) — советский кинооператор игрового кино.

## Биография
Родился 28 марта 1923 году в семье художника Н. Б. Терпсихорова.
Член Союза кинематографистов СССР (Москва).
Скончался в 1991 году. Похоронен в Москве в колумбарии Новодевичьего кладбища, вместе с отцом и матерью.

## Фильмография
- 1961 — Маленькие истории о детях, которые…
- 1962 — Цепная реакция
- 1963 — Крыса на подносе (короткометражный)
- 1963 — Ты не один
- 1964 — Сокровища республики
- 1965 — Арбузный рейс (короткометражный)
- 1965 — Пограничная тишина
- 1967 — Майор Вихрь
- 1967 — Таинственный монах
- 1969 — Адъютант его превосходительства
- 1970 — Когда расходится туман
- 1972 — Опасный поворот
- 1973 — Жизнь на грешной земле
- 1975 — Под крышами Монмартра
- 1976 — В цирке только женщины (документальный)
- 1979 — Талисман удачи (короткометражный)
- 1986 — Верю в радугу

## Награды и премии
- Государственная премия РСФСР имени братьев Васильевых (1971) — за съёмки фильма «Адъютант его превосходительства»